# Large White

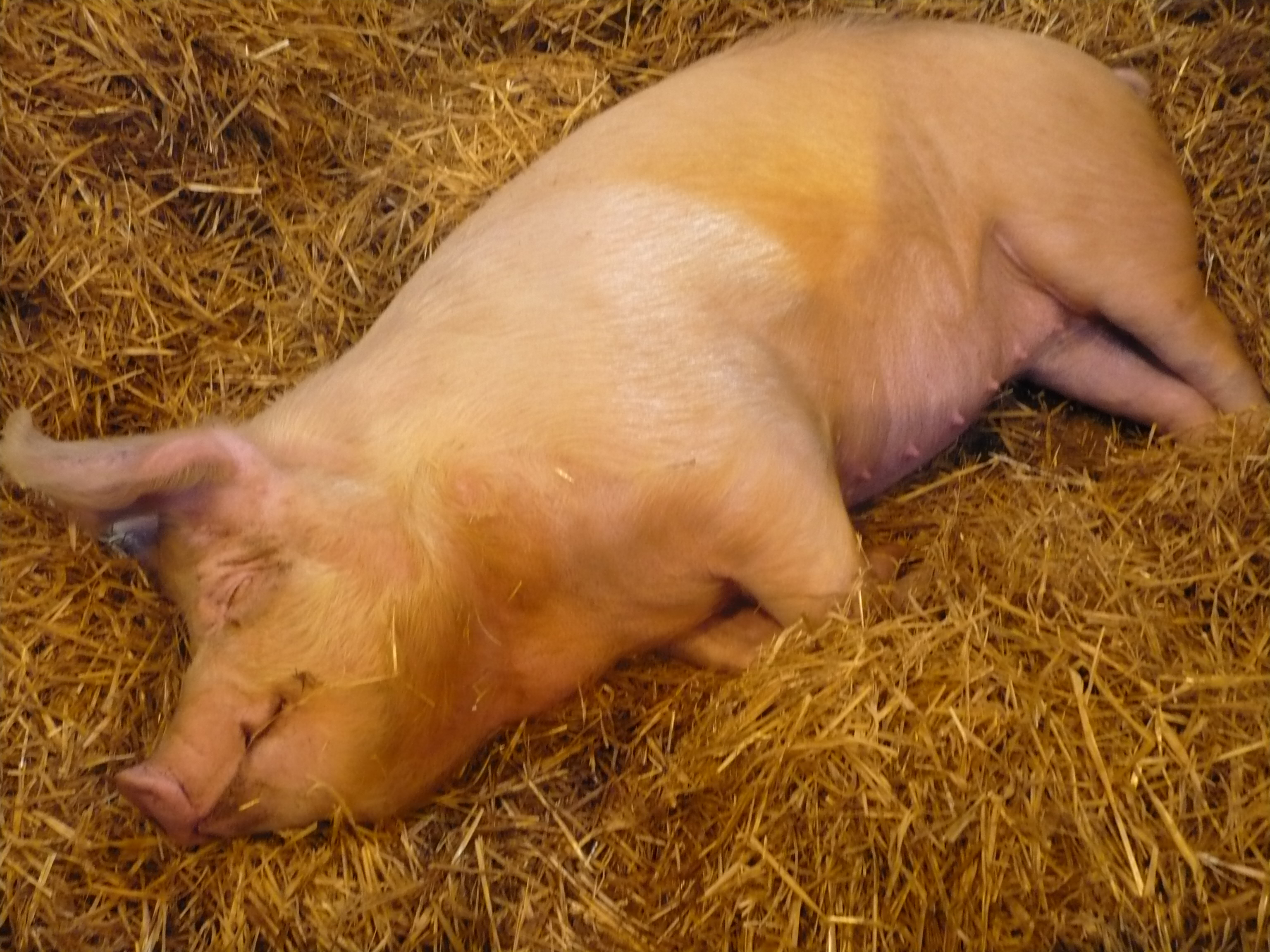
Scrofa di maiale razza large white

La Large White è la razza suina più diffusa e allevata a livello mondiale, registrata nel 1868 in Inghilterra. Nel territorio italiano il suo allevamento ha inizio nel 1873 (anno della sua importazione) nelle città del nord Italia come Reggio Emilia, Parma e Mantova, andando a sostituire le razze locali, tanto che per molti anni è anche stata chiamata razza “Reggiana”.

## Caratteristiche morfologiche
Possiede un mantello bianco con setole bianche e pelle rosea; l'altezza al garrese è di 0.9-1 m; il peso è di media tra 300-350 kg con punte di 450 kg nei maschi e 350 kg nelle femmine (per questo è definita anche la grande razza bianca); ha un profilo leggermente concavo, le orecchie portate in alto, le cosce e le spalle sono ben sviluppate, ha delle natiche convesse con prosciutto spesso, il dorso e i lombi sono lunghi, larghi e muscolosi ed inoltre possiede uno scheletro robusto. Possiede inoltre non meno di 14 capezzoli.

## Caratteristiche funzionali
La Large White è definita “razza universale” in quanto possiede una notevole diffusione negli allevamenti industriali. Ha un alto grado di fertilità e prolificità, si possono avere circa 10-12 suinetti per parto con peso alla nascita di 1.3-1.4 kg. Crescendo il loro peso arriva oltre 100 kg all'età 6 mesi e oltre 180 kg all'età di un anno; le scrofe inoltre possiedono un'ottima indole materna e lattifera. Altre caratteristiche sono, un'elevata velocità di accrescimento a tutte le età (I.P.M.G di 500-600 g con punte fino a 800 g), ottimo indice di conversione, resa al macello dell'80% e la resa al prosciutto è del 20-22%. La carne è utilizzata per la produzione di prosciutti DOP come il prosciutto di Parma e il prosciutto di San Daniele.
L'associazione italiana allevatori di questa razza si è definita con l'acronimo A.N.A.S. (Associazione Nazionale Allevatori Suini) ed ha sede a Roma.